# IC 4864
IC 4864 — галактика типу SBa (компактна витягнута галактика) у сузір'ї Октант.
Цей об'єкт міститься в оригінальній редакції індексного каталогу.